# Diocesi di Ressiana
La diocesi di Ressiana (in latino: Dioecesis Ressianensis) è una sede soppressa e sede titolare della Chiesa cattolica.

## Storia
Ressiana, nel territorio di Mila nell'odierna Algeria, è un'antica sede episcopale della provincia romana di Numidia.
Sono solo due i vescovi documentati di Ressiana. Il cattolico Ottaviano prese parte alla conferenza di Cartagine del 411, che vide riuniti assieme i vescovi cattolici e donatisti dell'Africa romana; la sede in quell'occasione non aveva vescovi donatisti. Tuttavia il vescovo donatista di Tacarata, Verissimo, affermò, nel corso della conferenza, che Ottaviano era uno dei quattro vescovi cattolici presenti nel territorio della sua diocesi. Questo potrebbe essere un indizio di una recente erezione della diocesi di Ressiana: infatti, per contrastare il diffondersi dei donatisti e dei loro vescovi, i cattolici aumentarono il numero delle diocesi cattoliche.
Il secondo vescovo noto di Ressiana è Vigilio, il cui nome appare al 34º posto nella lista dei vescovi della Numidia convocati a Cartagine dal re vandalo Unerico nel 484; Vigilio era già deceduto in occasione della redazione di questa lista.
Dal 1933 Ressiana è annoverata tra le sedi vescovili titolari della Chiesa cattolica; dal 7 febbraio 2015 il vescovo titolare è Franc Šuštar, vescovo ausiliare di Lubiana.

## Cronotassi

### Vescovi residenti
- Ottaviano † (menzionato nel 411)
- Vigilio † (menzionato nel 484)

### Vescovi titolari
- Adalbert Boroș † (novembre 1948 - 6 giugno 2003 deceduto)
- John Michael Quinn (7 luglio 2003 - 15 ottobre 2008 nominato vescovo coadiutore di Winona)
- Jean-Pierre Batut (28 novembre 2008 - 22 novembre 2014 nominato vescovo di Blois)
- Franc Šuštar, dal 7 febbraio 2015